# Attavara Hosahalli, Hassan
Attavara Hosahalli là một làng thuộc tehsil Hassan, huyện Hassan, bang Karnataka, Ấn Độ.